# Ożarów (gromada w powiecie wieluńskim)
Ożarów – dawna gromada, czyli najmniejsza jednostka podziału terytorialnego Polskiej Rzeczypospolitej Ludowej w latach 1954–1972.
Gromady, z gromadzkimi radami narodowymi (GRN) jako organami władzy najniższego stopnia na wsi, funkcjonowały od reformy reorganizującej administrację wiejską przeprowadzonej jesienią 1954 do momentu ich zniesienia z dniem 1 stycznia 1973, tym samym wypierając organizację gminną w latach 1954–1972.
Gromadę Ożarów siedzibą GRN w Ożarowie utworzono – jako jedną z 8759 gromad na obszarze Polski – w powiecie wieluńskim w woj. łódzkim, na mocy uchwały nr 40/54 WRN w Łodzi z dnia 4 października 1954. W skład jednostki weszły obszary dotychczasowych gromad Ożarów i Brzeziny ze zniesionej gminy Skomlin w tymże powiecie. Dla gromady ustalono 13 członków gromadzkiej rady narodowej.
31 grudnia 1961 do gromady Ożarów przyłączono obszar zniesionej gromady Komorniki, a także wieś i osadę gajową Sołtysy oraz wieś i parcelę Wierzbie ze zniesionej gromady Wierzbie.
Gromada przetrwała do końca 1972 roku, czyli do kolejnej reformy gminnej.